# 郭映福
郭映福（1928年—），男，北京人，中华人民共和国火车司机、政治人物，曾任第四、五、六届全国人大代表，第四、五届全国人大常委会委员。